# NGC 5590
NGC 5590 је лентикуларна галаксија у сазвежђу Волар која се налази на NGC листи објеката дубоког неба.
Деклинација објекта је + 35° 12' 18" а ректасцензија 14h 21m 38,3s. Привидна величина (магнитуда) објекта NGC 5590 износи 12,3 а фотографска магнитуда 13,3. NGC 5590 је још познат и под ознакама NGC 5580, UGC 9200, MCG 6-32-6, CGCG 192-6, PGC 51312.